# رئيس غيانا
رئيس غيانا هو رئيس الدولة ورئيس حكومة غيانا ، بالإضافة إلى كونه القائد الأعلى للقوات المسلحة للجمهورية، وفقًا لدستور غيانا .الرئيس هو أيضًا مستشار أوسمة غيانا. بالتزامن مع دوره الدستوري باعتباره القائد الأعلى للقوات المسلحة، لا يعين الرئيس وزير دفاع منفصلاً. يتولى هذا المنصب الرئيس الذي يفي بجميع المسؤوليات الموكلة إلى وزير الدفاع بموجب قانون الدفاع.

## التاريخ
عندما أُعلنت غيانا جمهورية في عام 1970، انتُخب الرئيس من قبل الجمعية الوطنية لمدة خمس سنوات، وكان يتمتع بصلاحيات شرفية إلى حد كبير. وكان الرئيس آرثر تشونج هو الشخص الوحيد الذي تولى المنصب بموجب تلك الأحكام القانونية. بعد استفتاء عام 1980، تم تعديل الدستور لجعل الرئاسة منصبًا تنفيذيًا (أي أن صاحب المنصب سيكون رئيس الدولة ورئيس الحكومة في البلاد) وأصبح المنصب يُعرف باسم الرئيس التنفيذي . كان فوربس بيرنهام أول شخص يصبح رئيسًا بعد هذه التغييرات.

## الانتخاب
وفقًا للمادة 91 من الدستور، يتم انتخاب الرئيس من قبل الشعب بناءً على الأصوات المدلى بها في الانتخابات البرلمانية (أي باستخدام التصويت المزدوج المتزامن ). ستقوم كل قائمة من الأحزاب المتنافسة في يوم الترشيح بتعيين أحد أعضاء قائمتها كمرشح رئاسي لهذا الحزب. ويعتبر المرشح الرئاسي الذي تحصل قائمة مرشحي حزبه على أكبر عدد من الأصوات رئيساً منتخباً ويتولى منصبه طوال مدة الهيئة التشريعية - والتي تبلغ في الممارسة العملية خمس سنوات. إذا حصل مرشحان أو أكثر، حصلوا على عدد أكبر من الأصوات مقارنة بأي مرشح آخر، على عدد متساوٍ من الأصوات، فوفقًا للمادة 177(3) من الدستور، يتم تحديد الرئيس عن طريق القرعة بحضور مستشار القضاء والجمهور. لم تحدث هذه العملية المتمثلة في سحب القرعة لتحديد الرئيس في تاريخ غيانا منذ إنشاء مؤسسة الرئاسة.

### التأهل للإنتخاب
لكي يكون المرشح مؤهلاً لانتخابه رئيسًا، يجب عليه:
- أن تكون مواطنًا غيانا بالميلاد أو النسب.
- أن يكون قد أقام في غيانا لمدة سبع سنوات قبل تاريخ الانتخابات.
- يشترط فيمن ينتخب عضواً في مجلس الأمة أن يكون:
  - مواطنًا غيانيًا يبلغ من العمر 18 عامًا أو أكثر
  - - قادراً على التحدث باللغة الإنجليزية وقراءتها إلى الحد الذي يسمح له بالمشاركة الفعالة في أعمال الجمعية الوطنية، ما لم يكن هناك عجز يمنعه من ذلك. وفي هذه الحالة لن ينطبق هذا الحكم.

في الوقت نفسه، وبموجب المادة 155 (1) من الدستور، وتعزيزًا لحكم صادر عام 2019 عن المحكمة العليا للقضاء في غيانا، لا يُسمح للأشخاص الذين يحملون جنسية غيانا وأي دولة أخرى (مواطنون مزدوجون) بأن يكونوا أعضاء في الجمعية الوطنية، وبالتالي لن يكونوا مؤهلين لتولي منصب الرئيس.

### قسم اليمين
قبل تولي المنصب، يجب على الشخص الذي تم انتخابه أو إعادة انتخابه رئيسًا أن يؤدي ويوقع على اليمين التالي، والذي تم تحديد صيغته في الجدول الأول من الدستور:
"أنا (الاسم) أعلن بموجب هذا رسميًا أنني سأحمل الإيمان الحقيقي والولاء لشعب غيانا وأنني سأقوم بأمانة بتنفيذ منصب رئيس جمهورية غيانا التعاونية دون خوف أو محاباة أو مودة أو سوء نية وأنه من خلال تنفيذ مهام هذا المنصب، سأحترم وأدعم وأحافظ على دستور جمهورية غيانا التعاونية".

### غياب وشغور المنصب
عندما يكون الرئيس خارج غيانا أو غائبا عن غيانا بسبب المرض، يتولى رئيس الوزراء، أو - إذا كان رئيس الوزراء بالفعل خارج غيانا في نفس الوقت أي وزير آخر يعينه الرئيس، منصب الرئيس بالنيابة حتى يتمكن الرئيس من استئناف منصبه. ينص الدستور أيضًا على سيناريو حيث يكون الرئيس مريضًا جدًا ولا يستطيع نقل التعليمات المذكورة أعلاه. في حالة حدوث ذلك، تستمر عملية الخلافة المؤقتة؛ ولكن لا يجوز للشخص الذي يتولى منصب الرئيس حل الجمعية الوطنية دون مشورة مجلس الوزراء، ولا يجوز له إلغاء التعيينات الرئاسية. ويتوقف الشخص الذي يقوم بمهام الرئيس عن القيام بذلك عندما يبلغه الرئيس الدائم أنه في حالة جيدة وقادر على استئناف مهام منصبه.
لا يصبح منصب الرئيس شاغرا إلا في الحالات التالية:
- إذا مات صاحب المنصب.
- إذا استقال شاغل المنصب بموجب كتاب مكتوب بخط يده وموجه إلى رئيس مجلس الأمة.
- إذا تم عزل صاحب المنصب بسبب عدم القدرة (بموجب المادة 179 من الدستور).
- إذا تم عزل صاحب المنصب بسبب انتهاك الدستور أو سوء السلوك الجسيم (بموجب المادة 180 من الدستور).

في حالة وجود شاغر في المنصب في ظل الظروف المذكورة أعلاه، يصبح رئيس الوزراء هو الرئيس الفعلي الجديد بدلاً من أن يكون رئيسًا بالوكالة.

### ترتيب الخلافة
في حالة وجود شاغر في منصب الرئيس، تنص المادة 95 (1) من الدستور على "أسوأ سيناريو" يأخذ في الاعتبار مستويات متعددة من الشغور، وتحدد أن ترتيب خلافة الرئاسة يجب أن يكون على النحو التالي:
رئيس الوزراء. (أو إذا لم يكن هناك رئيس وزراء)، أي وزير يكون عضواً منتخباً في مجلس الأمة وفقاً لما يحدده مجلس الوزراء. (أو إذا لم يكن هناك رئيس وزراء ولا مجلس وزراء)، مستشار القضاء.

## رموز المكتب

### تاج الزعيم
تاج الزعيم هو الشعار الشخصي لرئيس الجمهورية. تم تعيينه على هذا النحو في عام 1970 عندما أصبحت غيانا جمهورية، وقد تم استخدام تاج كاسيك بشكل منتظم من قبل جميع الرؤساء. ويمكن رؤيتها عادة على القرطاسية، والسيارة الرئاسية، وفي مكتب الرئيس، ودار الولاية - المقر الرسمي للرئيس. رغم أن تاج الزعيم الذي يستخدمه الرئيس وعلى العناصر المرتبطة بالرئيس قد يكون به اختلافات فنية طفيفة، إلا أنه يتكون دائمًا من تصميم يحتوي على سبع ريش وغالبًا ما يكون ملونًا بالذهب الصلب أو بدرجات مختلفة من الذهب لإظهار النقوش. يُحظر استخدام تاج الزعيم بطريقة غير مصرح بها. يعد تاج الزعيم أيضًا السمة الرئيسية لشعار النبالة في غيانا.

### أسلحة الرئيس
تم اعتماد شعار الرئيس بموجب إعلان صدر في 23 فبراير 1970 عندما أصبحت غيانا جمهورية. وهو يتألف من درع من شعار النبالة في غيانا يحتوي على نقش أخضر يحمل تاج الزعيم بالألوان الكاملة. يتوج التصميم العام للدرع تاج الزعيم ذو اللون الذهبي في الغالب. نادرًا ما يتم استخدام شعار الرئيس. لقد استخدم الرؤساء المتعاقبون تاج الزعيم بشكل أكثر تكرارا وثباتا من شعارات الرئيس. خلال فترة رئاسة ديفيد جرينجر (2015-2020)، تم استخدام شعار الرئيس بشكل متكرر عندما كان يشكل الشعار الرئيسي لمعياره الرئاسي.

## دستور الاستقلال
دخل أول دستور لغيانا المستقلة، وهو نسخة معدلة من دستور عام 1961، حيز التنفيذ في اليوم الأول من الاستقلال، في 26 مايو/أيار 1966. وأكدت المبدأ القائل بأن غيانا دولة ديمقراطية تقوم على سيادة القانون . كان الرئيس الاسمي للبلاد هو الملك البريطاني ، الذي كان يمثله في غيانا الحاكم العام ، الذي كان يشغل منصبًا شرفيًا إلى حد كبير. كانت السلطة التنفيذية الحقيقية تقع في أيدي رئيس الوزراء، الذي يعينه حزب الأغلبية في الجمعية الوطنية التي أعيدت تسميتها، ووزراءه. وقد أكدت الانتخابات الأولى التي جرت بعد الاستقلال في عام 1968 الدور المهيمن لحزب المؤتمر الشعبي الوطني وزعيمه فوربس بيرنهام . في 23 فبراير 1970، أعلنت حكومة بيرنهام قيام جمهورية غيانا التعاونية. وكانت لهذه الخطوة آثار اقتصادية وسياسية. وزعمت الحكومة أن الموارد العديدة التي تمتلكها البلاد كانت تحت سيطرة الرأسماليين الأجانب، وأن تنظيم السكان في تعاونيات من شأنه أن يوفر أفضل طريق للتنمية .
أدى إعلان عام 1970 إلى قطع آخر رابط دستوري مهم بين غيانا وبريطانيا. تم استبدال الحاكم العام، الذي كان حتى ذلك الحين رئيس الدولة الشرفي، بشخص جوياني، وكان أول رئيس للبلاد. وعلى الرغم من قطع علاقاتها مع الملكية البريطانية، ظلت غيانا ضمن الكومنولث الدولي . سمحت العضوية في الكومنولث لغويانا بالاستفادة من فوائد الوصول إلى الأسواق في بريطانيا والاحتفاظ ببعض الترتيبات الدفاعية التي عرضتها بريطانيا على مستعمراتها السابقة. على وجه الخصوص، كان يُنظر إلى المظلة الدفاعية البريطانية على أنها رادع للمطالبات الفنزويلية على الأراضي الغيانية.
في عام 1978 تم إجراء استفتاء دستوري . إن التغيير المقترح للمادة 73 من الدستور من شأنه أن يلغي الحاجة إلى الاستفتاءات لتغيير الأحكام الراسخة في الدستور (بما في ذلك السلطات الرئاسية وحل البرلمان والنظام الانتخابي) ويسمح بدلاً من ذلك بتغييرها بأغلبية الثلثين في البرلمان (وهو ما كان يتمتع به المؤتمر الوطني العام في ذلك الوقت). كما سيؤدي ذلك إلى تأجيل الانتخابات المقررة في وقت لاحق من العام، وبدلا من ذلك سيتم إعلان البرلمان المنتخب في عام 1973 جمعية تأسيسية.